# خوتا (بازیکن فوتبال)
خوتا (انگلیسی: Chota؛ زادهٔ ۵ آوریل ۱۹۷۵) بازیکن فوتبال اهل مراکش است.
از باشگاه‌هایی که در آن بازی کرده‌است می‌توان به باشگاه فوتبال هرکولس، باشگاه فوتبال لوانته، و باشگاه فوتبال نومانسیا اشاره کرد.